# Crypto.com Arena
Crypto.com Arena je višenamjenska športska dvorana u Los Angelesu, u američkoj saveznoj državi Kaliforniji. Staples Center domaćin je NHL momčadi Los Angeles Kingsa, NBA momčadima Los Angeles Lakersa i Los Angeles Clippersa, WNBA momčadi Los Angeles Sparksica te, od 2004. godine, Grammy nagradama. Staples Center otvoren je 17. listopada 1999., a izvan dvorane nalaze se kipovi Magica Johnsona, Shaquille O’Neal, Chick Hearn, Waynea Gretzkya i Oscara De La Hoye.

## Informacije o dvorani
Crypto.com Arena zauzima prostor od 88,258 m² s dimenzijama terena od 29 m x 61 m. Kapacitet dvorane je promjenjiv, ovisno o potrebi. Dvorana ima 18,118 sjedećih mjesta za hokej, 18,997 sjedećih mjesta za košarku i 20,000 (uključujući i terenski prostor) za koncerte. Dvije trećine dvorane su popunjene sjedećim mjestima, uključujući 2,500 sjedećih klupskih mjesta te 160 luksuznih sjedećih mjesta u loži. 
25. siječnja 2009., tijekom boksačkog dvoboja, između Shanea Mosleya i Antonia Margarita, oboren je rekord posjećenosti dvorane jer je dvoboju prisustvovalo 20,820 osoba. Izvan dvorane nalaze se kipovi Magica Johnsona i Waynea Gretzkya koji su tijekom svoje karijere igrali u starom Forumu. 1. prosinca 2008., ispred dvorane, otkriven je i treći kip posvećen Oscaru De La Hoyi

## Manifestacije
Izgradnja Crypto.com Arena započela je 1998. godine te je dovršena samo godinu dana kasnije. Tvrtka Staples, Inc. financirala je cijelu izgradnja, a njena cijena iznosila je 375 milijuna dolara. 17. listopada 1999. Staples Center je i službeno otvoren, a povodom otvorenja, Bruce Springsteen održao je svoj koncert. Od tada, dvorana je postala domaćin 5 različitih franšiza te je jedina dvorana u SAD s tolikim brojem franšiza. Također u svojoj bogatoj riznici uspjeha, dvorana posjeduje i nekolicinu prestižnih nagrada.
U Crypto.com Arena, godišnje se održi oko 250 manifestacija raznog sadržaja te dvoranu godišnje posjeti oko 4 milijuna posjetitelja. U samo 10 godina postojanja, Staples Center bio je domaćin 6 finalnih serija NBA lige (sve od strane Los Angeles Lakersa), triju finalnih serija WNBA lige (od 2001. do 2003.), nacionalnoj konvenciji demokrata 2002., NHL All-Star utakmici 2002., NBA All-Star utakmici 2004., WTA prvenstvu (od 2002. do 2005.), Grammy nagradama te brojnim boksačkim i WWE dvobojima. 22. siječnja 2006. u Staples Centru, u utakmici s Toronto Raptorsima, Kobe Bryant postigao je 81 poen, drugi najviši broj poena iza Wilta Chamberlaina i njegovih 100 poena. 7. srpnja 2009., u Staples Centeru, održana je komemoracija u sjećanje na Michaela Jacksona. 21. listopada 2009., Staples Center proslavio je deset godina postojanja.

## L.A. Live
Crypto.com Arena je samo dio puno veće zgrade koja se prostire na dodatnih 371,612.2 m². Pod upravljenjem Anschutz Entertainment Groupa, nastala je velika dvorana za raznorazne konvencije. Izgradnja dodatne dvorane započela je 15. rujna 2005. te ponajviše služi za manifestacije zabavnog sadržaja.

## Galerija
- Staples Center, pogled s Figuero Streeta
- Prednji ulaz Staples Centera
- Satelitski pogled na Staples Center
- Staples Center, pogled s Pico Boulevarda
- Staples Center prije utakmice Los Angeles Kingsa

## Vanjske poveznice
- Službena stranica dvorane
- Službena stranica AEG tvrtke  Arhivirana inačica izvorne stranice od 7. srpnja 2006. (Wayback Machine)
- Karta dvorane i upute na Arenatrack.com